# Dale Ellis
Dale Ellis (Marietta, 6 agosto 1960) è un ex cestista statunitense, professionista nella NBA.

## Carriera
È stato selezionato dai Dallas Mavericks al primo giro del Draft NBA 1983 (9ª scelta assoluta).

## Statistiche
| * | Primo nella lega |

### NCAA
| Anno      | Squadra          | PG  | PT | MP   | TC%  | 3P% | TL%  | RP  | AP  | PRP | SP  | PP   |
| --------- | ---------------- | --- | -- | ---- | ---- | --- | ---- | --- | --- | --- | --- | ---- |
| 1979-1980 | Tenn. Volunteers | 27  | -  | 21,2 | 44,5 | -   | 77,5 | 3,6 | 1,3 | 0,8 | 0,5 | 7,1  |
| 1980-1981 | Tenn. Volunteers | 29  | -  | 36,4 | 59,7 | -   | 74,8 | 6,4 | 0,7 | 1,2 | 0,4 | 17,7 |
| 1981-1982 | Tenn. Volunteers | 30  | -  | 37,8 | 65,4 | -   | 79,6 | 6,3 | 0,7 | 1,6 | 0,1 | 21,2 |
| 1982-1983 | Tenn. Volunteers | 32  | -  | 36,8 | 60,1 | -   | 75,1 | 6,5 | 1,0 | 1,6 | 0,1 | 22,6 |
| Carriera  | Carriera         | 118 | -  | 33,4 | 59,5 | -   | 76,5 | 5,8 | 0,9 | 1,3 | 0,3 | 17,5 |

### NBA

#### Regular Season
| Anno      | Squadra           | PG   | PT  | MP   | TC%  | 3P%   | TL%   | RP  | AP  | PRP | SP  | PP   |
| --------- | ----------------- | ---- | --- | ---- | ---- | ----- | ----- | --- | --- | --- | --- | ---- |
| 1983-1984 | Dallas Mavericks  | 67   | 2   | 15,8 | 45,6 | 41,4  | 71,9  | 3,7 | 0,8 | 0,6 | 0,1 | 8,2  |
| 1984-1985 | Dallas Mavericks  | 72   | 4   | 18,3 | 45,4 | 38,5  | 74,0  | 3,3 | 0,8 | 0,6 | 0,1 | 9,3  |
| 1985-1986 | Dallas Mavericks  | 72   | 1   | 15,1 | 41,1 | 36,4  | 72,0  | 2,3 | 0,5 | 0,6 | 0,1 | 7,1  |
| 1986-1987 | Seattle S.Sonics  | 82   | 76  | 37,5 | 51,6 | 35,8  | 78,7  | 5,5 | 2,9 | 1,3 | 0,4 | 24,9 |
| 1987-1988 | Seattle S.Sonics  | 75   | 73  | 37,2 | 50,3 | 41,3  | 76,7  | 4,5 | 2,6 | 1,0 | 0,1 | 25,8 |
| 1988-1989 | Seattle S.Sonics  | 82   | 82  | 38,9 | 50,1 | 47,8  | 81,6  | 4,2 | 2,0 | 1,3 | 0,3 | 27,5 |
| 1989-1990 | Seattle S.Sonics  | 55   | 49  | 37,0 | 49,7 | 37,5  | 81,8  | 4,3 | 2,0 | 1,1 | 0,1 | 23,5 |
| 1990-1991 | Seattle S.Sonics  | 30   | 24  | 26,7 | 46,3 | 30,3  | 73,8  | 3,1 | 2,1 | 1,1 | 0,1 | 15,0 |
| 1990-1991 | Milwaukee Bucks   | 21   | 0   | 29,7 | 48,6 | 44,1  | 70,7  | 3,9 | 1,5 | 0,8 | 0,2 | 19,3 |
| 1991-1992 | Milwaukee Bucks   | 81   | 11  | 27,0 | 46,9 | 41,9  | 77,4  | 3,1 | 1,3 | 0,7 | 0,2 | 15,7 |
| 1992-1993 | San Antonio Spurs | 82   | 76  | 33,3 | 49,9 | 40,1  | 79,7  | 3,8 | 1,3 | 1,0 | 0,2 | 16,7 |
| 1993-1994 | San Antonio Spurs | 77   | 75  | 33,6 | 49,4 | 39,5  | 77,6  | 3,3 | 1,0 | 0,9 | 0,1 | 15,2 |
| 1994-1995 | Denver Nuggets    | 81   | 3   | 24,6 | 45,3 | 40,3  | 86,6  | 2,7 | 0,7 | 0,5 | 0,1 | 11,3 |
| 1995-1996 | Denver Nuggets    | 81   | 52  | 32,4 | 47,9 | 41,2  | 76,0  | 3,9 | 1,7 | 0,7 | 0,1 | 14,9 |
| 1996-1997 | Denver Nuggets    | 82   | 51  | 35,9 | 41,4 | 36,4  | 81,7  | 3,6 | 2,0 | 0,7 | 0,1 | 16,6 |
| 1997-1998 | Seattle S.Sonics  | 79   | 0   | 24,5 | 49,7 | 46,4* | 78,2  | 2,3 | 1,1 | 0,8 | 0,1 | 11,8 |
| 1998-1999 | Seattle S.Sonics  | 48   | 5   | 25,7 | 44,1 | 43,3  | 75,7  | 2,4 | 0,8 | 0,5 | 0,1 | 10,3 |
| 1999-2000 | Milwaukee Bucks   | 18   | 0   | 18,0 | 46,5 | 35,4  | 66,7  | 1,9 | 0,3 | 0,3 | 0,0 | 6,8  |
| 1999-2000 | Charlotte Hornets | 24   | 5   | 10,0 | 32,8 | 40,0  | 75,0  | 0,9 | 0,3 | 0,3 | 0,0 | 2,3  |
| Carriera  | Carriera          | 1209 | 589 | 28,8 | 47,9 | 40,3  | 78,4  | 3,5 | 1,4 | 0,8 | 0,2 | 15,7 |
| All-Star  | All-Star          | 1    | 1   | 26,0 | 75,0 | 100,0 | 100,0 | 6,0 | 2,0 | 0,0 | 0,0 | 27,0 |

#### Play-off
| Anno     | Squadra           | PG | PT | MP   | TC%  | 3P%  | TL%   | RP  | AP  | PRP | SP  | PP   |
| -------- | ----------------- | -- | -- | ---- | ---- | ---- | ----- | --- | --- | --- | --- | ---- |
| 1984     | Dallas Mavericks  | 8  | 0  | 22,3 | 32,5 | 8,3  | 75,0  | 5,3 | 0,5 | 1,3 | 0,3 | 7,4  |
| 1985     | Dallas Mavericks  | 4  | 1  | 17,0 | 43,5 | 40,0 | 50,0  | 1,8 | 0,8 | 1,0 | 0,0 | 5,8  |
| 1986     | Dallas Mavericks  | 7  | 0  | 9,6  | 40,9 | 58,3 | 100,0 | 1,0 | 0,3 | 0,3 | 0,3 | 4,3  |
| 1987     | Seattle S.Sonics  | 14 | 14 | 37,9 | 48,7 | 36,1 | 81,5  | 6,4 | 2,6 | 0,7 | 0,4 | 25,2 |
| 1988     | Seattle S.Sonics  | 5  | 5  | 34,4 | 48,2 | 25,0 | 72,4  | 4,6 | 3,0 | 0,6 | 0,4 | 20,8 |
| 1989     | Seattle S.Sonics  | 8  | 8  | 38,0 | 45,0 | 40,5 | 72,7  | 4,0 | 1,3 | 1,4 | 0,1 | 22,9 |
| 1993     | San Antonio Spurs | 10 | 10 | 30,5 | 45,1 | 31,3 | 81,3  | 3,5 | 1,1 | 0,4 | 0,0 | 12,5 |
| 1994     | San Antonio Spurs | 4  | 4  | 28,5 | 39,5 | 29,4 | 60,0  | 2,5 | 0,3 | 0,8 | 0,0 | 10,5 |
| 1995     | Denver Nuggets    | 3  | 0  | 24,3 | 35,7 | 30,8 | 92,3  | 4,7 | 1,0 | 0,7 | 0,3 | 12,0 |
| 1998     | Seattle S.Sonics  | 10 | 0  | 17,0 | 37,7 | 42,3 | 83,3  | 1,3 | 0,6 | 0,2 | 0,0 | 5,6  |
| Carriera | Carriera          | 73 | 42 | 27,1 | 44,3 | 35,1 | 78,4  | 3,7 | 1,3 | 0,7 | 0,2 | 13,8 |

#### Massimi in carriera
- Massimo di punti: 53 vs Milwaukee Bucks (9 novembre 1989)[1]
- Massimo di rimbalzi: 14 (2 volte)
- Massimo di assist: 9 (3 volte)
- Massimo di palle rubate: 5 (6 volte)
- Massimo di stoppate: 2 (11 volte)
- Massimo di minuti giocati: 69 vs Milwaukee Bucks (9 novembre 1989)

## Palmarès
- NCAA AP All-America First Team (1983)
- NCAA AP All-America Second Team (1982)
- NBA Most Improved Player (1987)
- All-NBA Third Team (1989)
- NBA All-Star (1989)
- Miglior tiratore da tre punti NBA (1998)
- NBA three point shootout: 1 (1989)